# 사르페돈 2세
사르페돈(그리스어: Σαρπηδὠν)은 그리스 신화에 등장하는 인물로 제우스와 라오다미아의 아들이다.

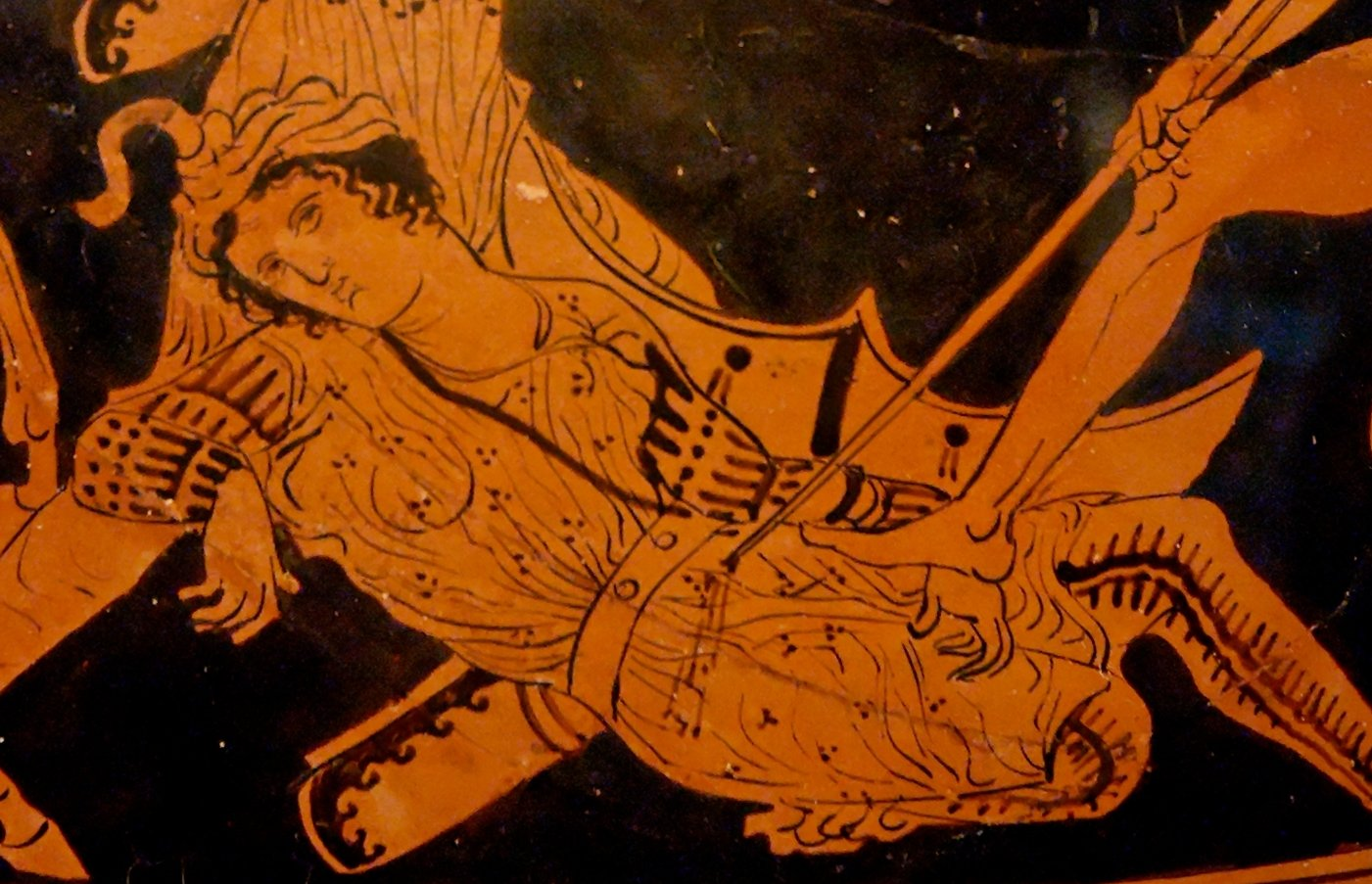
사르페돈의 죽음, 그림 c.400 BCE.

사르페돈은 제우스와 라오다미아의 아들로, 아버지는 사르페돈의 아들 리소스라는 설도 있다. 벨레로폰의 외손으로 역시 리키아의 왕이다.
한편 리소스의 아들이라는 설도 있다. 리소스는 제우스와 에우로페의 아들인 사르페돈의 아들로 이 전설을 따른다면 벨레로폰의 외손자 사르페돈은 크레타 출신 사르페돈의 친손자에 해당된다. 사르페돈은 그의 삼촌이 리키아에 대한 청구를 철회하였을 때 왕이되었다.
그는 트로이 전쟁에서 사촌 글라우코스와 함께 트로이의 편에서 싸웠다. 그러나 그리스의 파트로클로스의 손에 죽었다.